# 賓厄姆鎮區 (北卡羅萊納州奧蘭治縣)
賓厄姆鎮區（英語：Bingham Township）是位於美國北卡羅萊納州奧蘭治縣的一個鎮區。

## 地方資料
賓厄姆鎮區的面積為189.84平方千米，皆為陸地。根據2020年美國人口普查的數據，當地共有人口6527人，而人口密度為每平方千米34.38人。